# Tamar av Georgien
Tamar (georgiska: თამარი), även kallad Tamar den stora, född ca 1160, död 18 januari 1213, var regerande drottning av kungariket Georgien från 1184 till sin död.  Tamar tillhörde ätten Bagration och hennes regeringstid betraktas allmänt som en "guldålder" i den georgiska historien.  Hon har blivit ihågkommen som en mycket framgångsrik härskare som av sina undersåtar kallades Kungarnas kung och drottningarnas drottning.

## Biografi
Tamar var äldsta dotter till den georgiske kungen Georg III (1156-1184) och dennes hustru Guranducht, dotter till kung Chuddan av Ossetien. Georg utropade Tamar till medhärskare och tronarvinge 1178, uppenbarligen för att föregripa eventuella dispyter efter hans död. Tamar efterträdde sin far vid dennes död 1184.
Då Tamar besteg tronen krävde en adlig grupp ledda av finansministern Qutlu Arslan att absoluta monarkin skulle begränsas av en legislatur eller karavi. Sedan Tamar vägrat godta kravet och låtit gripa Qutlu Arslan gjorde de oppositionella uppror och marscherade mot det kungliga palatset. Förhandlingarna som följde slutade med att Tamar släppte Qutlu Arslan och accepterade en karavi med begränsade befogenheter. 
En grupp georgiska adelsmän arrangerade 1185 ett äktenskap mellan Tamar och den ryske prinsen Jurij Bogoljubskij (i Georgien känd som Giorgi Rusi, "Georg Rusen"). Äktenskapet blev barnlöst och Tamar blev snart besviken på sin man som visade sig vara en omoralisk person som lätt tog till flaskan. 
1187 skilde sig Tamar för att själv välja sin andra man. Hennes val föll på David Soslani från Ossetien av ätten Bagration och de gifte sig 1188. Tamars gemål var dock bara kung i egenskap av hennes make, Tamar förblev den absoluta monarken som fortsatte att kallas "Kungarnas kung och drottningarnas drottning". Hennes förste make allierade sig med mäktiga georgiska adelsmän och ledde två misslyckade revolter 1191 för att störta henne.
Sedan hon stabiliserat kungarikets inrikespolitiskt återupptog Tamar sin fars aggressiva utrikespolitik och anföll sina seldjukiska grannar. Tamar verkade som överbefälhavare över sin armé och spelade en aktiv roll i krigstågen. 1193 marscherade den georgiska armén mot Bardav och efter den triumfartade hemkomsten lanserades en ny kampanj mot Erzurum där Tamars och Davids armé anföll seldjuker som övervintrade på floden Araxes stränder.
Den azerbajdzjanske härskaren Abu Bakr överlät kommandot över den muslimska koalitionens armé till sin atabeg. Slaget som utkämpades i närheten av Sjamkor 1195 slutade med georgisk seger, vilket resulterade i ett stort antal fångar och enorma mängder krigsbyten, bland annat laifens standard som Tamar skänkte till ikonen Madonnan i Chachuli. Shamkor och dess omgivande regioner ockuperades och gjordes till ett vasallrike under shaherna av Sjirvan. Därefter marscherade den georgiska armén mot Gjandzja.
De georgiska framgångarna väckte bestörtning hos Georgiens muslimska grannar, i synnerhet hos Süleyman II, den seldjukiske sultanen av Rum i Mindre Asien. Süleyman samlade sina trupper till ett avgörande; i slaget vid Basian år 1203 segrade, trots seldjukisk numerär överlägsenhet, den georgiska armén i vad som kom att bli ett av dess mest berömda slag.
Under de följande åren nådde det georgiska kungadömet höjden av sin makt. 1201-1203 intog man den armeniska huvudstaden Ani och 1204 Dvin. Även Kars ockuperades.
1204 bistod Tamar vid grundandet av kejsardömet Trabzon på Svarta havets södra kust (idag den turkiska provinsen Trabzon). Detta "kejsardöme" bestod i första hand av pontier och lazer (en georgisk stam), som styrdes av flyktingar från Konstantinopel som nyligen fallit för fjärde korståget. Trabzons förste härskare var Alexios I Komnenos var sonson till den georgiske kungen David IV Byggaren. 
1208-1209 anföll georgierna Chlat, Artjesj och Ardebil och underkuvade flera lokala härskare. 
1210 plundrade den georgiska armén norra Persien.
I juni 1212 utbröt ett uppror i östra Georgien som slagits ned i augusti samma år.
Liksom många av hennes samtida regenter genomdrev Tamar ett ambitiöst byggnadsprogram och grundade ett stort antal georgiska kyrkor.
Tamar dog 1213 och helgonförklarades av georgiska ortodoxa kyrkan. Hon efterträddes av Georg IV.

## Eftermäle
Asteroiden 326 Tamara är uppkallad efter henne.